# Amphimallon krali
Amphimallon krali är en skalbaggsart som beskrevs av Olivier Montreuil 2002. Amphimallon krali ingår i släktet Amphimallon och familjen Melolonthidae. Inga underarter finns listade i Catalogue of Life.